# Чируховская
 Чируховская  — опустевшая деревня в Лузском муниципальном округе Кировской области.

## География
Расположена на расстоянии менее 3 км по прямой на юго-восток от юго-восточной окраины районного центра города Луза на левобережье реки Луза.

## История
Известна с 1727 года как деревня Матфеевская с 3 дворами, в 1765 году 7 душ мужского пола. В 1859 году здесь (Матвеевская или Чируховская) дворов 6 и жителей 27, в 1926 (Чируховская) 16 и 49, в 1950 (Черуховская) 9 и 36, в 1989 (Чируховская) оставалось 5 жителей. До конца 2020 года находилась в составе Лузского городского поселения.

## Население
Постоянное население составляло 5 человек (русские 100%) в 2002 году, 0 в 2010.